# Cheney (motorfiets)
Cheney is een historisch Brits merk van motorfietsen.
Eric Cheney bouwde vanaf begin jaren zeventig crossers met een eigen frame en viertaktblokken. Zo werden crossers gebouwd met BSA-Victor motoren, en later ook Japanse eencilinder-viertakten zoals de Yamaha XT 500 en de Honda XL-machientjes. In de jaren zeventig waren tweetaktmotoren oppermachtig in de motorcross.